# 圣诞鳞带石鳖
圣诞鳞带石鳖（学名：Lepidozona christiaensis），是新石鳖目薄石鳖科鳞带石鳖属的一种。主要分布于中国大陆，常栖息在潮间带。